# Knall (Band)
Knall ist ein 2005 in Köln gegründetes Musikerkollektiv. Der rein improvisierte, experimentelle Sound lässt sich schwer vergleichen – ein Umschreibungsversuch der Band selbst ist „improacidpsychedelicalienfunkspacerock“. Die musikalischen Wurzeln lassen sich entsprechend im Krautrock, Psychedelic Rock, Stoner Rock, aber auch in Funk und Jazz verorten.
Baal Brain und Dennis Gockel sind unter anderem auch aus den Projekten Space Invaders und Weltraum bekannt, Christoph Geiger war Gründungsmitglied der Hip-Hop- und Crossover-Band Blackeyed Blonde.

## Konzerte
Die Band gilt als eher konzertscheu. Andererseits gelten vor allem die frühen Konzerte mit dem Sänger, Trommler und Elektronik-Tüftler DOM in den Kölner Locations Blue Shell und Fort X als „legendär“. 2014 wurde Dirk Raupach von Tonzonen Records beim Psychedelic Network Festival im Würzburger Club Cairo auf Knall aufmerksam, woraus die erste Vinyl-Platte Knall der Band bei diesem Label resultierte. Die Krautrocklegende Ax Genrich (u. a. Agitation Free, Guru Guru) lud Knall 2015 erneut nach Würzburg ein, um neben ihm und seiner Band im Cairo das erste Konzert seiner geplanten Reihe „Monsters of Krautrock“ zu spielen. Aus den dabei entstandenen Aufnahmen wurde die Doppel-LP Alienfunk produziert, die in der Szene große Beachtung fand. Bei der ersten „Tonzonen Labelnight“ anlässlich des fünfjährigen Label-Bestehens spielte Knall im März 2017 mit ihren Label-Kollegen Space Lords aus Reutlingen und Love Machine aus Düsseldorf auf. Hier produzierte Thierry Miguet von Wah Wah TV Videoaufnahmen aller drei Bands im Zusammenspiel mit dem Lichtkünstler Peter Petersen.

## Diskografie

### LPs und CDs
| Datum | Album                 | Anmerkungen       |
| ----- | --------------------- | ----------------- |
| 2015  | Knall („auf Plastik“) | Vinyl             |
| 2014  | Twin of Baal          | Doppel-Vinyl      |
| 2015  | Alienfunk             | Doppelvinyl & CD  |
| 2017  | Raubkatze auf 12 Uhr  | Doppel-Vinyl & CD |

### Digitale Alben
| Datum | Album                             |
| ----- | --------------------------------- |
| 2012  | total untertitelt                 |
| 2012  | wiedermaldasletzte                |
| 2013  | Eternity                          |
| 2013  | Compliments for Fishing           |
| 2014  | knallrAUM (mit Das Raumpiloten)   |
| 2014  | Weird Tales (mit Das Raumpiloten) |
| 2017  | Tonzonen Labelnight               |

## Belege
1. ↑  Website der Band. Abgerufen am 25. April 2018.
2. ↑  (Coffeholics, Blaukraut, Toutatis, Raumzeit)